# 太后
太后，主要是東亞漢字文化圈中，在位君主尊封給其母、祖母、前代君王正配甚至是前前代君王正配，或是其他具有相當地位女性的位號。
在中國，太后的起源據宋朝高承編撰的《事物紀原》稱：「《史記秦本紀》曰：昭王母羋氏，號宣太后。王母於是始以為稱。」，認為太后一號始於戰國時期秦國昭襄王生母宣太后，後趙國孝成王即位時亦依秦國先例尊生母為太后。後漢朝立，太后一號亦被沿用。雖難以考究《事物紀原》中關於太后一詞的起源之說是否正確，但可以肯定最早在中國春秋戰國時期時就有太后出現，應當是世界上最早的太后。太者，大也，又基於漢字文化圈多半有以孝為天的思想（尤其是中國），因此太后借由父权，即先帝遗孀的身分與地位得以凌駕於现任君王之上，甚至造成歷史上部份太后的專權。
奧斯曼帝國君主的生母有蘇丹皇太后的尊封。欧洲君主的母親，如果丈夫是前代君主亦会得到类似太后的头衔，反之则不一定。中文翻譯時西方世界與奧斯曼帝國等中東地區的君主的母親，会将稱為太后，君主母亲是退位君主亦不例外。

## 概論
大妃、王大妃、大王大妃、王太妃、王太后、王母太后、太上王后、大王太后、太王太后、太上太后、皇太夫人、皇太妃、太皇太妃、保太后、上皇后、聖尊后、太上皇后、皇太后、帝太后、皇太太后、帝太太后、太皇太后、太帝太后等等，是漢字文化圈內及其他國家曾使用過尊封給君王之母、祖母、前任君王正配、前前任君王正配的位號，或是其他具有相當地位女性的。本條目敘述的是嚴格意義上、屬於太后範疇（不含大妃、王大妃、大王大妃、王太妃、皇太夫人、皇太妃、太皇太妃）的位號。即：
- 皇太，含太上皇后、帝太后、圣尊后、保太后、上皇后等
- 太皇太，含太帝太后、皇太太后、帝太太后。
- 王太，含王国太后、大王太后、王母太后。
- 太王太后，含太上太后。

君王之位的繼承、有著各種錯綜複雜的關係及情況，造成上下任君王不一定總是父子關係，也有可能是叔姪、兄弟、祖孫等等，這也關係者新任君王如何尊封前任君王正配。
只有在上下任君王為父子、祖孫關係時，前任君王正配才能得到新任君王尊封；若上下任君王為兄弟、叔侄關係時，前任君王正配則無法得到尊封，只能稱某某皇后〈某某為前任君王最後一個年號，或是新任君王恭上的徽號〉如宋朝開寶皇后和明朝懿安皇后。
即使是父子、祖孫之間繼承君王之位，但新任君王不一定總是前任君王的親生子（孫），若新任君王非前任君王親生子（孫）時，前任君王正配仍有資格得到新任君王尊封，且新任君王須以前任君王正配為嫡母，但新任君王的本生母親則不一定總是能得到尊封，端看該國家、朝代的典制而定。若前任君王正配與新任君王生母都得到太后地位，即是所謂並尊。

## 皇太后
皇太后，是皇帝、天皇的法定母親，和太皇太后一般、是整個太后範疇中，最為人所知的位號。皇太后的出現，和秦始皇制定「皇帝」作為君王稱號息息相關；因為有了皇帝的出現，使得原本的王太后升格成了皇太后。由於在正史中，沒有留下秦始皇冊立皇后的紀錄，而繼位的秦二世胡亥，其生母亦不可考，因此有史可查的第一位皇太后，是漢朝漢高祖的皇后呂雉，她在漢惠帝登基後被尊為皇太后，是東亞漢字文化圈中第一位皇太后。

### 变体

#### 太上皇后
太上皇后，是指太上皇或太上天皇的正妻，因夫君在世，為有所區別而不稱皇太后。雖以皇后為名，實際上仍屬於太后範疇。此外，雖有所謂太上王，但整個漢字文化圈中，不曾有過太上王的王后被封為太上王后。
西汉开国皇帝刘邦的继母某氏是第一位太上皇后。由于史书对她的记载过于简略，“太上皇后”是她正式的尊号，亦仅是非正式的称号，不得而知。北齊武成帝禪位於北齊後主後，被尊為太上皇，武成帝皇后胡氏則被尊為太上皇后。往後形成慣例，若君王之位交替是經由禪位而產生，則前任君王正配將被尊為太上皇后而非皇太后，如唐昭宗短暂被迫内禅期间，其皇后何氏被尊为太上皇后；後世南宋宋高宗禪位於宋孝宗，高宗的皇后吳氏也被尊為太上皇后；宋光宗被迫内禅后，其皇后李凤娘也被尊为太上皇后。

#### 帝太后
帝太后，是由於國家發生如前文所述的並尊情形，但又無完備的徽號系統之下，所產生的皇太后的變體位號。

#### 聖尊
聖尊后，是中國避諱制度下所產生的皇太后變體。南唐後主登基後，生母鍾氏本應母以子貴尊為皇太后，但鍾氏父親名鍾泰章，為避諱泰（太）字，鍾氏因而改稱聖尊后。

#### 保太后
保太后，是只見於中國北魏前期、專封給皇帝保母的位號，始於北魏世祖尊保母竇氏為保太后。保太后也是所有太后範疇中，唯一封給非女性皇族的位號。
保太后產生的時代背景，是由於北魏一朝鑒於前代女主專權、甚至滅國之故事，而實施所謂子貴母死制度：北魏皇帝所有妻妾，甚至是皇后，所生的皇子若被立為皇太子，則生母一律處死，是效仿西漢漢武帝殺鉤弋夫人、立其子劉弗陵為太子的前例。而皇太子在登基為帝後，由於生母被處死，皇帝的所得到的母愛直接來自於保母，因此保母能以哺育之恩被尊為太后，但不稱皇太后，稱保太后。由於母死子貴制過於殘忍，後宮上自后妃下至宮人，人人自危不願生皇子，因此北魏中期後取消了母死子貴制，諷刺的是，第一個產子為帝而免死的妃子胡充華，卻是日後間接造成北魏滅亡的靈太后。

### 特殊的皇太后
- 漢昭帝孝昭皇后：孝昭皇后上官氏六歲進宮，先封婕妤，後為皇后。十五歲時漢昭帝駕崩，昭帝侄昌邑王劉賀被选为昭帝嗣子，上官氏升為皇太后。刘贺昏庸，僅在位二十七天就被廢黜，改由昭帝侄孙漢宣帝繼位，但因宣帝也是被过继给昭帝为子，上官氏的法定身份是新帝的嫡母而非叔祖母，故仍为皇太后。漢元帝即位後，上官氏成為太皇太后。漢元帝建昭二年（前37年）上官氏逝世，享年52歲。上官氏是中國歷史上最年輕的皇太后與太皇太后。孝昭皇后在輩分上是漢元帝的曾叔祖母，與宋高宗之妻吳皇后並列中國史上最高。
- 唐憲宗郭貴妃：唐順宗朝出生、唐憲宗朝貴妃、唐穆宗朝皇太后、唐敬宗朝太皇太后，文宗、武宗、宣宗等三朝仍為太皇太后，一生歷經七代皇朝，其中五代深受禮遇，其七朝五尊的經歷堪稱特殊。
- 唐昭宗何皇后：唐昭宗皇后，曾因昭宗被迫内禅长子太子李𥙿而成为太上皇后，昭宗复位后复为皇后，昭宗死后被次子唐哀帝尊为皇太后，后被权臣军阀朱全忠怀疑图谋恢复皇权而密令杀害并迫哀帝下诏追废为庶人，为中国历史上唯一被亲生儿子废黜的皇太后。后唐明宗年间追复皇后身份及待遇。
- 西遼承天皇太后：為遼仁宗之妹。遼仁宗死後由於其子尚年幼，因此在遺詔中命其妹耶律普速完權理國事，並改元崇福，稱承天太后。為中國歷史上唯一一個攝政皇女及被封為皇太后的皇女。
- 宋哲宗元祐皇后：二度被廢又二度復位，並二次於國勢危急之下被迫垂簾聽政，經歷之奇，實為罕見。
- 宋高宗憲聖慈烈皇后吳氏：聖慈烈皇后吳氏，是中國歷史上唯一的皇帝法定曾祖母級別的太皇太后，其輩分與西漢的孝昭皇后並列最高。
- 清朝孝惠章皇后：在位时间最久的皇太后，自1661年—1718年共57年，如果包含皇后時期則總共是64年（1654年—1718年）是中國史上身居后位（皇后、皇太后）最久的女性。
- 清朝慈禧太后：清朝末期的實際主政者，因而在後世有「無冕女皇」之稱。諡號達25字，是中國歷史上諡號字數最長的皇太后。

### 其他国家的皇太后称号

#### 朝鮮
孝定皇后是大韓帝國第一位和唯一一位皇太后，稱明憲太后（韓語：명헌태후），光武八年（1903年）1月2日（陰曆十一月十五日）在慶運宮壽仁堂去世享壽73歲，諡號明憲淑敬睿仁正穆弘聖章純貞徽莊昭端禧粹顕懿獻康綏裕寧慈溫恭安孝定王后。1908年，純宗追尊憲宗為皇帝，同時追尊孝定王后為“孝定成皇后”。
| 封號       | 生卒年         | 本貫     | 配偶     | 父親                                 | 母親               | 封爵（以下月、日皆為農曆）        |
| ---------- | -------------- | -------- | -------- | ------------------------------------ | ------------------ | --------------------------------- |
| 孝定成皇后 | 1831年－1903年 | 南陽洪氏 | 朝鮮憲宗 | 益豐府院君翼獻公洪在龍（1794－1864） | 延昌府夫人竹山安氏 | 明憲皇太后（1894年12月17日 冊封） |

#### 日本
日本書紀記載，開國天皇神武天皇皇后媛蹈鞴五十鈴媛命，在綏靖天皇登基後被尊為皇太后，是日本正史中最早的太后。日本使用天皇一詞作為君王稱號，始於推古天皇，在此之前是使用「大王」、「大君」、「皇尊」等號作為君主稱號，因此推古天皇之前的皇太后，正確來說是王太后。
平安時代以前，由於君王（天皇）生前預立儲君的制度還不完善，造成皇位繼承的鬥爭屢見不鮮，而經由爭位而登基的新任君王（天皇）、或是前後任君王（天皇）之間非父子關係時，新任君王（天皇）不一定總是會尊前任君王（天皇）正配為太后。而自推古天皇往後的五位皇后，都沒有成為皇太后的確切記載：用明天皇皇后穴穗部間人皇女只留有鬼前太后這個稱號，但沒有正式尊封的紀錄、舒明天皇皇后寶皇女後登位為齊明天皇、孝德天皇皇后間人皇女和天智天皇皇后倭姬王不詳、天武天皇皇后鵜野讚良皇女後登位為持統天皇，直到自推古天皇算起的第六位皇后——聖武天皇皇后光明皇后，才在孝謙天皇即位後正式成為日本第一位皇太后。
醍醐天皇以前，上下任天皇交替時，只有皇后才能在新任天皇登基後成為皇太后，若新任天皇之母為妃、夫人、女御時，或是新任天皇之母為平民出身，只能稱皇太妃、皇太夫人，而平民出身的皇后中僅有少數能被尊為皇太后。但醍醐天皇登基後，養母藤原溫子得到了中宮職的供職，雖然只被尊為皇太夫人，但在實質意義與地位上已等同於皇太后，因此往後天皇的生母都能成為皇太后。
自一條天皇同時擁有兩位正配平妻（皇后藤原定子、中宮藤原彰子），首開一帝二后的先河起，往後多任天皇都同時有兩個正配，更有甚者，後冷泉天皇同時有三位正配，此時除皇后、中宮之外，皇太后成為第三位正配的名號。皇太后的起居朝儀等，皆有專屬的官職負責，稱皇太后宮職，而在光明皇后成為皇太后期間，皇太后宮職改稱紫微中台，甚至擁有兵權，不過純屬特例。
日本皇室目前最後一位皇太后，是2000年逝世的昭和天皇皇后——香淳皇后，她在1989年明仁天皇登基以後晉升皇太后。
日本的明仁天皇於2019年退位成為上皇，皇后美智子亦改號為日本歷史上第一位“上皇后”。

#### 越南
越南虽被中國冊封為國王，但君王對國內和漢字同文國以外的國家稱皇帝（外王内帝）。阮朝君王的母親，所使用的稱號是皇太后。

#### 蘇丹皇太后
蘇丹皇太后，是奧斯曼帝國在任蘇丹母親的稱號，在帝國中地位僅次於蘇丹本人，對後宮有絕對的權力，甚至有機會執掌國政，如蘇丹女權時期。

## 太皇太后
太皇太后，或稱太皇、太母等，是皇帝、天皇的法定祖母，和皇太后一般、是整個太后範疇中較為人所知的位號。此外，在太后範疇中，太帝太后、皇太太后、帝太太后的級別等同於太皇太后。
西漢漢高祖皇后呂雉，在漢惠帝登基後成為皇太后、前漢少帝登基後又成為太皇太后，是漢字文化圈中第一位太皇太后。清朝慈禧太后，在光緒帝駕崩不久後，冊立溥儀為帝，因而被尊為太皇太后，但慈禧太后正式成為太皇太后不滿一日即去世，是中國最後的太皇太后。

### 变体
太皇太后在中國的變體有三：

#### 帝太太后
西漢漢哀帝登基後，有資格稱太皇太后者為複數，為漢元帝皇后王政君、漢哀帝祖母定陶太后，於是王政君為太皇太后、定陶太后為恭皇太后，不久改號帝太太后。

#### 皇太太后
定陶太后改號帝太太后未幾，三度改號為皇太太后。

#### 太帝太后
北周靜帝即位後，由於他的兩位法定祖母皆在世，因此尊嫡祖母阿史那氏為太皇太后、親祖母李娥姿為太帝太后。

### 其他国家的太皇太后

#### 日本
日本律令制頒布後，太皇太后一詞出現於七世記左右的飛鳥時代後期，並延用至今。文武天皇皇后藤原宮子，在孝謙天皇即位後被封為太皇太后，是日本第一位太皇太后，也是第一位平民出身的太皇太后。文德天皇即位後，淳和天皇皇后正子內親王成為太皇太后，是第一位出自皇族的太皇太后。
太皇太后的生活、朝儀等，皆有專屬的官職負責，稱太皇太后宮職。而在平安時代，太皇太后不一定總是天皇的法定祖母，太皇太后一號也能用以追贈或是尊稱予身處相當地位、權勢的皇族女性，近似於一種榮銜，如二條太皇太后。
日本皇室目前最後一位太皇太后是近衛天皇皇后藤原多子，自藤原多子逝世至今約八百年間，日本皇室不曾出過太皇太后。

#### 越南
越南對內稱帝對外稱王，君主的祖母封為太皇太后。

#### 蘇丹太皇太后
蘇丹太皇太后，是奧斯曼帝國在任蘇丹祖母的稱號，在帝國中地位僅次於蘇丹本人，對後宮有絕對的權力，甚至有機會執掌國政，如蘇丹女權時期。

## 王太后
王太后，是王的法定母親，同時也是在太后範疇中出現最早的太后，起碼在春秋戰國時期以前就有，如宣太后、趙威后等等。
西漢的皇帝駕崩後，後宮妃嬪有生養皇子、且其子有封國者都可以出宮，前往其子的封國安享晚年，並成為該國的王太后，稱王國太后，如漢高祖妾侍薄姬，在漢高祖死後前往其子代王劉恆的封國——代國，稱代太后。日後劉恆回京繼位（漢文帝），薄姬亦隨之返京並成為皇太后。晉朝以後，被封為王的皇子，其生母不再被稱做王太后，而是降稱為王太妃。

### 變體

#### 大王太后
五胡十六國時期的前涼，桓王張重華登基以後，生母馬氏、嫡母嚴氏並尊為太后，同時為有所區別，生母馬氏為王太后、嫡母嚴氏為大王太后，近似於皇太后、帝太后之間的分別。

### 其他國家的王太后

#### 朝鮮
高麗忠烈王之前，君主之母親均尊為王太后，如穆宗之母千秋王太后。忠烈王之後，改稱王太妃。李氏朝鮮甲午战争后，重新將王太妃（王大妃）改稱王太后。

#### 欧洲地区
在英語中，具有和王太后一詞相映襯字彙為Queen dowager或the Queen Mother，其中前者義同王太后，後者則專指曾當過王后的國王之母，可翻譯作君王的母后或王母太后、母后太后。前任英國女王伊麗莎白二世的已故母親——伊麗莎白·鮑斯-萊昂，由於她是喬治六世的王后，因此在伊麗莎白二世登位後，使用的頭銜是the Queen Mother，即王母太后。
欧洲政治传统中，君主母亲如果丈夫不是前任君主，本身无王后头衔，亦不会有太后头衔。英格兰的理查二世、爱德华四世的父亲不是国王，故他们各自的母亲肯特的琼安和塞西莉·内维尔分别仍随夫爵称威尔士亲王太妃和约克公爵夫人；同样都铎王朝的亨利七世的母亲玛格丽特·博福特虽被称呼和自称“国王的母亲”，但官方身份仍随亨利七世的生父及继父的封爵称里奇蒙和德比伯爵夫人。德意志公主维多利亚与英国肯特公爵爱德华王子结婚，获得公爵夫人的头衔。丈夫早逝未能继承英国王位，女儿维多利亚登基后，她的头衔亦未改变。奥地利皇位继承人弗兰茨·卡尔的妻子——巴伐利亚的公主苏菲劝说丈夫放弃继承权，苏菲亦放弃成为奥地利皇后。两人的长子继承奥地利皇位后，是为弗朗茨·约瑟夫一世。依据弗兰茨·卡尔的奥地利大公头衔，苏菲被称为大公夫人。因故未能继承西班牙王位的胡安·德·波旁在1993年去世后，由西班牙王室追尊为胡安三世（Juan III），但他仍在世的妻子、国王胡安·卡洛斯一世的母亲瑪利亞·瑪塞迪斯公主的头衔未有改变。
神圣罗马帝国霍亨斯陶芬王朝皇帝亨利六世死后，其遗孀康斯坦丝皇后代表其已被选为“罗马人民的国王”的独子腓特烈放弃神圣罗马帝国皇位，但康斯坦丝本人仍称皇太后，虽然实际上代表霍亨斯陶芬皇朝竞争皇位的为亨利六世的弟弟菲利普即她的小叔子。
三任荷兰女王退位后，保有Princess（公主）头衔。而中文媒体依据中国的政治习俗，将退位女王称为王太后。

## 太王太后
太王太后，是部分王、親王、國王之法定祖母的正式封號。在部分朝代曾出現的太上太后為太王太后的變體。
在十六國時期，部份政權的君主並不稱帝，只稱王，其法定祖母則尊為太王太后。例如前涼王張駿的昭儀馬氏，其子張重華登基後尊她為王太后，後來張重華之子張玄靚繼位，尊她為太王太后。

### 其他國家的太王太后

#### 朝鮮
朝鲜半岛的君主称为国王，他的祖母被尊称为太王太后，朝鲜王朝时改称大王大妃。

## 並尊
並尊，是指君王之位交替時，新任君王以庶出或旁系身分繼承、並且同時尊封生母與嫡母為太后的情形。太后並尊最早在春秋戰國時期就有：秦國莊襄王以庶出身分即位後，嫡母華陽夫人及生母夏姬一同尊為太后，為有所區別，華陽夫人稱華陽太后、夏姬稱夏太后。並尊在後世亦時有所見：西漢漢哀帝及位後，宮中有太皇太后王政君、皇太太后傅氏、帝太后丁氏、皇太后趙飛燕等四太后並立。
太后並尊時，為讓諸太后之間有所區分，一是加不同稱號，如華陽太后與夏太后的分別；二是制定新位號，如漢哀帝祖母傅氏被尊為等同於太皇太后的皇太太后、漢哀帝生母丁氏被尊為等同皇太后的帝太后。兩種方式中，前者在中國唐宋以後則形成所謂的徽號系統，也是絕大多數君王所採用的方式，而後者只被後世少數朝代的君主採用。在清朝同治、光緒兩朝的慈安太后與慈禧太后分別被尊稱母后皇太后和聖母皇太后。

### 中國
中國歷史中最有名的太后並尊〈也是中國最後一次太后並尊〉，即是清朝同治、光緒兩朝的慈安太后與慈禧太后，其中後者掌權達四十七年之久，與清末期國勢的興衰有直間關係。但不是每個朝代都容許太后並尊的情況產生。
東晉晉哀帝即位後，生母周貴人因不曾當過皇后而只尊為皇太妃；宋朝宋哲宗登基後，尊皇太后高氏為太皇太后、宋神宗皇后向氏為皇太后，至於哲宗生母朱德妃以帝母之尊，卻因宋朝家法不容許太后並尊，屈就於皇太妃的地位。

### 日本
仁明天皇皇后藤原順子，在文德天皇登基後本因以帝母身分而稱皇太后，卻因為當時已經有太皇太后橘嘉智子、皇太后正子內親王存在，為避免同一位號者為複數的情況產生，因此藤原順子只尊為皇太夫人，直到太皇太后橘嘉智子逝世後，文德天皇才在齊衡元年（854年）晉皇太后正子內親王為太皇太后、皇太夫人藤原順子為皇太后。

### 越南
越南諸多政權中，皆容許太后並尊的情況產生。

### 引用
1. ↑  《事物紀原》劵一：「其後趙孝成王新立，亦有太后用事之說。是太后之號，自秦昭王始也。漢襲秦故號，皇帝故亦尊母曰皇太后也。」
2. 1 2  编辑：朱小梅. . 国际在线. 2004-03-21  [2017-07-31]. （原始内容存档于2014-02-01）.
3. 1 2  方倩华. . 新浪网 来源：信息时报. 2004-03-21  [2017-07-31]. （原始内容存档于2014-02-02）.
4. ↑  《續資治通鑑长编/卷002》：「......尊母鍾氏為太后，太后父名泰章，易其號曰聖尊后。......」
5. ↑  高宗 32卷, 31年(1894 甲午 / 청 광서(光緖) 20年) 12月 17日(己未)
十七日。 總理大臣金弘集、內務大臣朴泳孝、學務大臣朴定陽、外務大臣金允植、度支大臣魚允中、農商大臣嚴世永、軍務大臣趙羲淵、法務大臣徐光範、工務署理大臣金嘉鎭奏: “王室尊稱, 謹具新式以入, 伏候聖裁。” 主上殿下稱大君主陛下, 依允, 王大妃殿下稱王太后陛下, 敬依, 王妃殿下稱王后陛下, 王世子邸下稱王太子殿下, 王世子嬪邸下稱王太子妃殿下, 箋稱表, 竝依允。
6. ↑  唐朝請定公主母稱號狀 （页面存档备份，存于）：「伏尋漢制，諸王母稱王國太后；晉宋以降，則曰王國太妃。國朝酌前代典故，從晉宋之儀，王母命為太妃」
7. ↑  資治通鑑/卷006 孝文王元年（辛亥，公元前二五○年）：「子楚立，是為莊襄王。尊華陽夫人為華陽太后，夏姬為夏太后。」
8. ↑  《漢書》：「......尊恭皇太后為帝太太后，丁后為帝太后。後又更號帝太太后為皇太太后，稱永信宮，帝太后稱中安宮，而成帝母太皇太后本稱長信宮，成帝趙后為皇太后，並四太后」......
9. ↑  《舊聞證誤》/卷3：哲宗登極，尊皇太后為太皇太后，皇后為皇太后，惟朱妃稱號未定。太皇太后曰：「母以子貴，朝廷宜詳議，當優隆之。」時蔡確、章惇尚在朝，議久不決。諂諛者謂亦當為皇太后；守正者則曰「止合稱皇妃太母」。曰：「自古無並為皇太后之禮，當尊為皇太妃。」......

### 書目
- 《事物紀原》
- 《漢書》
- 《後漢書》
- 《舊聞證誤》
- 《宋史》
- 《日本書紀》
- 《魏書》
- 《晉書》